# Tour de Glasgow
La Tour de Glasgow (Glasgow Tower) est un édifice high-tech autoportant situé sur la rive sud de la rivière Clyde à Glasgow en Écosse. Elle fait partie du complexe des sciences et techniques de Glasgow (Glasgow science centre) avec le cinéma IMAX, le Science Mall édifiés sur le même site et le parc éolien de Whitelee (Whitelee Wind Farm). La tour avec ses 127 mètres de haut est entrée dans le Livre Guinness des records en étant la plus haute du monde capable de pivoter sur 360 degrés.
Elle a été conçue par l'architecte Richard Horden assisté de l'ingénieur en design Buro Happold. Elle possède une plate-forme d'observation à 105 mètres d'altitude.

## Galerie

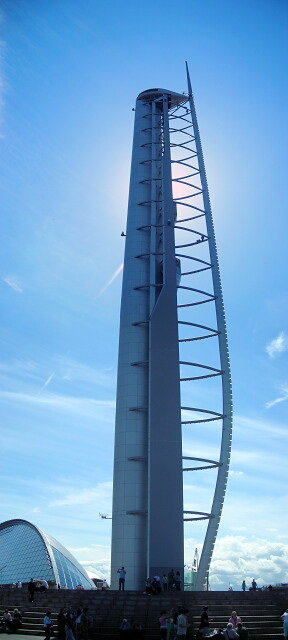
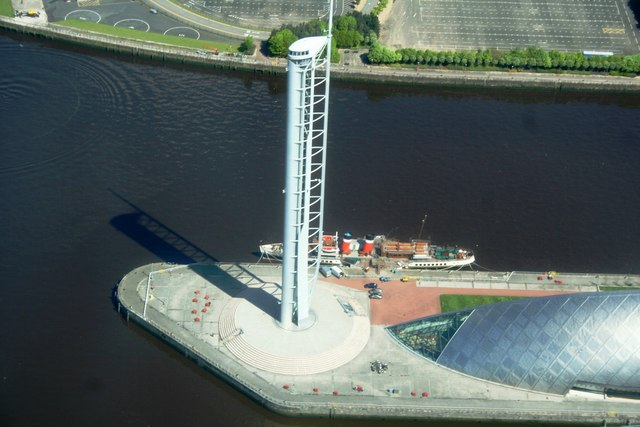
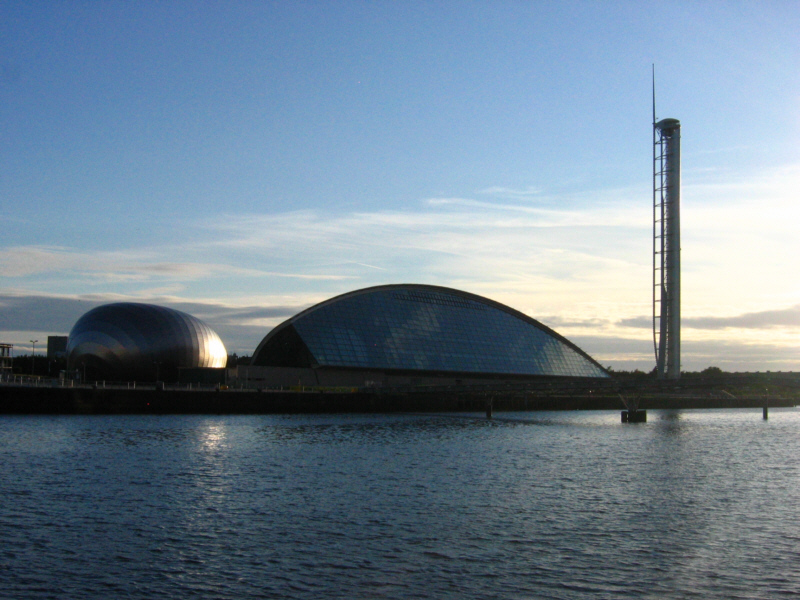
Le Glasgow science centre
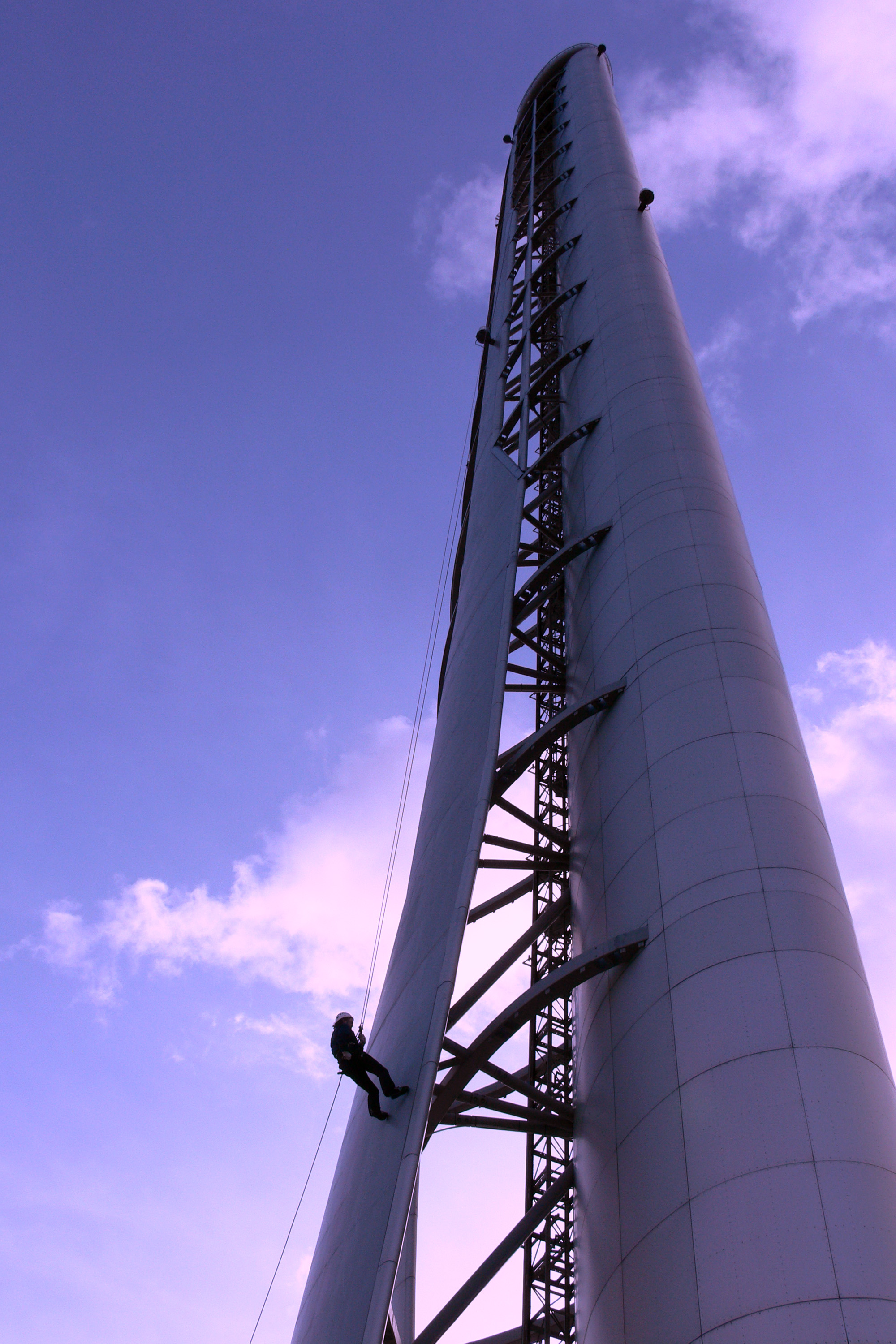